# Eraclio Rodríguez Gómez
Eraclio Rodríguez Gómez popularmente conocido como El Yako es un activista social y político mexicano, simpatizante del partido Movimiento Regeneración Nacional (Morena) y fue diputado federal para el periodo de 2018 a 2021.

## Biografía
Eraclio Rodríguez Gómez se ha dedicado a lo largo de su vida a la agricultura, teniendo además estudios truncos de ingeniero agrónomo. Como parte de su actividad como agricultor, se ha destacado además como activista social y político, en particular en temas relacionados con el campo, siendo líder del movimiento El Barzón en el estado de Chihuahua.
Además ha destacado como opositor de la perforación de pozos acuíferos ilegales, que lo ha llevado a enfrentarse en particular con miembros de las comunidades menonita y mormona en el noroeste del estado de Chihuahua.
Para 1985 fue postulado como candidato a diputado federal por el Distrito 10 de Chihuahua por el Partido Revolucionario de los Trabajadores no obteniendo el triunfo.
En 2018 fue postulado candidato a diputado federal por la coalición Juntos Haremos Historia, resultando electo en representación del Distrito 7 de Chihuahua a la LXIV Legislatura para el periodo que culminará en 2021.
En la Cámara de Diputados fue presidente de la comisión de Desarrollo y Conservación Rural, Agrícola y Autosuficiencia Alimentaria e integrante de la comisión de Asuntos Frontera Norte. Postulado a la reelección en las elecciones de 2021, no logró el triunfo, que correspondió a su competidora del PAN, Patricia Terrazas Baca.